# アイ・コンセントレイト・オン・ユー
「アイ・コンセントレイト・オン・ユー」（I Concentrate on You）は、1940年の映画「踊るニュウ・ヨーク」の挿入歌。コール・ポーターが作詞・作曲した曲で、ダグラス・マクフェイルによって紹介された。

## 主なレコーディングアーティスト
- メル・トーメ
- ジュディ・ガーランド[2]
- エラ・フィッツジェラルド
- ジョニー・ハートマン
- レナ・ホーン
- グラント・グリーン
- カーメン・マクレエ
- フランク・シナトラ
- スタン・ケントン
- オスカー・ピーターソン
- ティト・プエンテ
- ダイナ・ワシントン
- ディオンヌ・ワーウィック[3]
- ローズマリー・クルーニー[4]
- ラッセル・マローン